# Ernst Vetter
Ernst Vetter (* 11. Juli 1906 in Penzberg; † 15. Dezember 1990 bei Wasserburg) war nach dem Zweiten Weltkrieg von 1945 bis 1946 kommissarischer Landrat des Landkreises Pfaffenhofen an der Ilm.

## Leben
Vetter war Jurist. Er wurde im Jahr 1929 Mitglied der SPD, war von 1937 bis 1939 Gerichtsreferendar. Von 1939 bis 1945 war er am Ernährungs- und Wirtschaftsamt in Erding angestellt. In den Jahren 1943/1944 war er ebenfalls Leiter des Ernährungs- und Wirtschaftsamtes in Pfaffenhofen. Da er Mitglied der SPD war, wurde er wiederholt von den Nationalsozialisten verfolgt.
Nach dem Zweiten Weltkrieg war er kommissarischer Landrat des Landkreises Pfaffenhofen an der Ilm von 1945 bis 1946. Er initiierte die erste Landestagung der SPD nach dem Krieg (11. und 12. Dezember 1945). Er verhinderte unter anderem die Räumung und Plünderung der Häuser am Hauptplatz in Pfaffenhofen. Im Jahr 1946 wurde vom Kreistag des Landkreises Pfaffenhofen an der Ilm ein neuer Landrat für den Landkreis Pfaffenhofen an der Ilm gewählt. Es war der Rechtsanwalt Hans Meister (CSU) aus Bamberg, der sich mit 29:15 Stimmen gegen den bisherigen Landrat und Gegenkandidaten Ernst Vetter (SPD) durchsetzen konnte. Jedoch verweigerte das Bayerische Staatsministerium des Inneren die Anerkennung der Wahl von Meister zum neuen Landrat, da er politisch vorbelastet war (er war Angehöriger der SA) und keine Ämter übernehmen durfte. Deshalb konnte der bisherige Landrat Ernst Vetter weiter kommissarisch im Amt bleiben, bis ein neuer Landrat gewählt wurde. (Diese Informationen stammen aus dem Donaukurier vom 4. und 7. Juni 1946).
Er wechselte im Jahr 1946 nach München in das bayerische Innenministerium und war als Ministerialrat Leiter der Verwaltungs- und Politischen Abteilung sowie der Kommunalabteilung. 1952 wurde er zum Ministerialdirigent befördert. Vom 14. Dezember 1954 bis 16. Oktober 1957 war er im Kabinett II des damaligen bayerischen Ministerpräsidenten Wilhelm Hoegner (SPD) als Staatssekretär mit dem Ausbau des bayerischen Straßennetzes betraut. Vetter gehörte dem Bayerischen Landtag nicht an. Er war einer der Autoren der bayerischen Gemeindeordnung.
Im Alter von 84 Jahren starb Ernst Vetter in einem Seniorenheim bei Wasserburg. Er wurde in München-Obermenzing bestattet.